# Eressa aperiens
Eressa aperiens là một loài bướm đêm thuộc phân họ Arctiinae, họ Erebidae.